# Organiste de Trinidad
Euphonia trinitatis
Espèce
Statut de conservation UICN

 LC  : Préoccupation mineure
L'Organiste de Trinidad (Euphonia trinitatis) est une espèce de passereau d'Amérique centrale de la famille des Fringillidae.

Répartition géographique.